# Lacthosa
Lacthosa (incorporado como Lácteos de Honduras S.A. ) es una productora Hondureña de bebidas y productos alimenticios, centrándose en productos dairy y fruit juices. Conduce el país en la production lechera.

## Historia
Lacthosa fue establecida por el empresario hondureño Schucry Kafie en 1992. la empresa construyó una planta en San Pedro Sula, Honduras, en marzo de 1992. A mediados de la década de 1990, la empresa posicionar su marca de "Sula" de ventas en Guatemala y El Salvador, y en septiembre de 2001, Lacthosa ingresó al mercado de Estados Unidos después de recibir un permiso de exportación de la Administración de Alimentos y Medicamentos. Informe de 1998 de la oficina de la primera dama de Honduras señaló que Lacthosa había donado 30 mil gafas vale la pena de la leche a las escuelas de Honduras ese año, para asegurar que los estudiantes recibieron una nutrición adecuada.
En octubre de 2014, Lacthosa venta cream butter en la Dominican Republic, y en enero de 2015, la compañía invirtió $ 15 millones para ampliar la producción de jugo y permitir la exportación de sus productos a un mayor número de mercados internacionales. a partir de 2017, la empresa cuenta con cinco plantas de procesamiento en Honduras, producir 140 millones de litros de leche en 50 municipios en 14 departamentos, que constituyen las mayores empresas productoras de leche en el país. Lacthosa vende más de 250 productos, incluyendo una variedad de leche, Malta, crema, quesos, zumos, néctares, helados, yogur y purified water, distribuidos a lo largo de Central America. Productos de jugo incluyen variedades de orange juice, apple juice, pineapple juice, guava, tamarind y peach, pear y nectars de manzana. la compañía tiene más de 3.000 empleados permanentes, así como 2.600 proveedores de leche fresca y 2.000 agricultores cítricos, generar 60.000 indirecto granja y trabajos de servicios.  En marzo de 2017, Lacthosa recibió el Orquídea Empresarial (emprendedor Premio Orquídea) del gobierno hondureño para traer productos hondureños a los mercados internacionales.
Países a los que la empresa exporta sus productos incluyen El Salvador, Guatemala, Dominican Republic, y los United States (principalmente Florida y Texas). Lacthosa comercializa productos bajo varias marcas, incluyendo Sula, Delta, Ceteco, La Pradera, de Gaymont, Chilly Willy y Fristy. Las exportaciones, principalmente bajo el nombre "Sula", representan el 70% de sus exportaciones de productos lácteos y sus derivados de Honduras.

## Marcas

### Sula

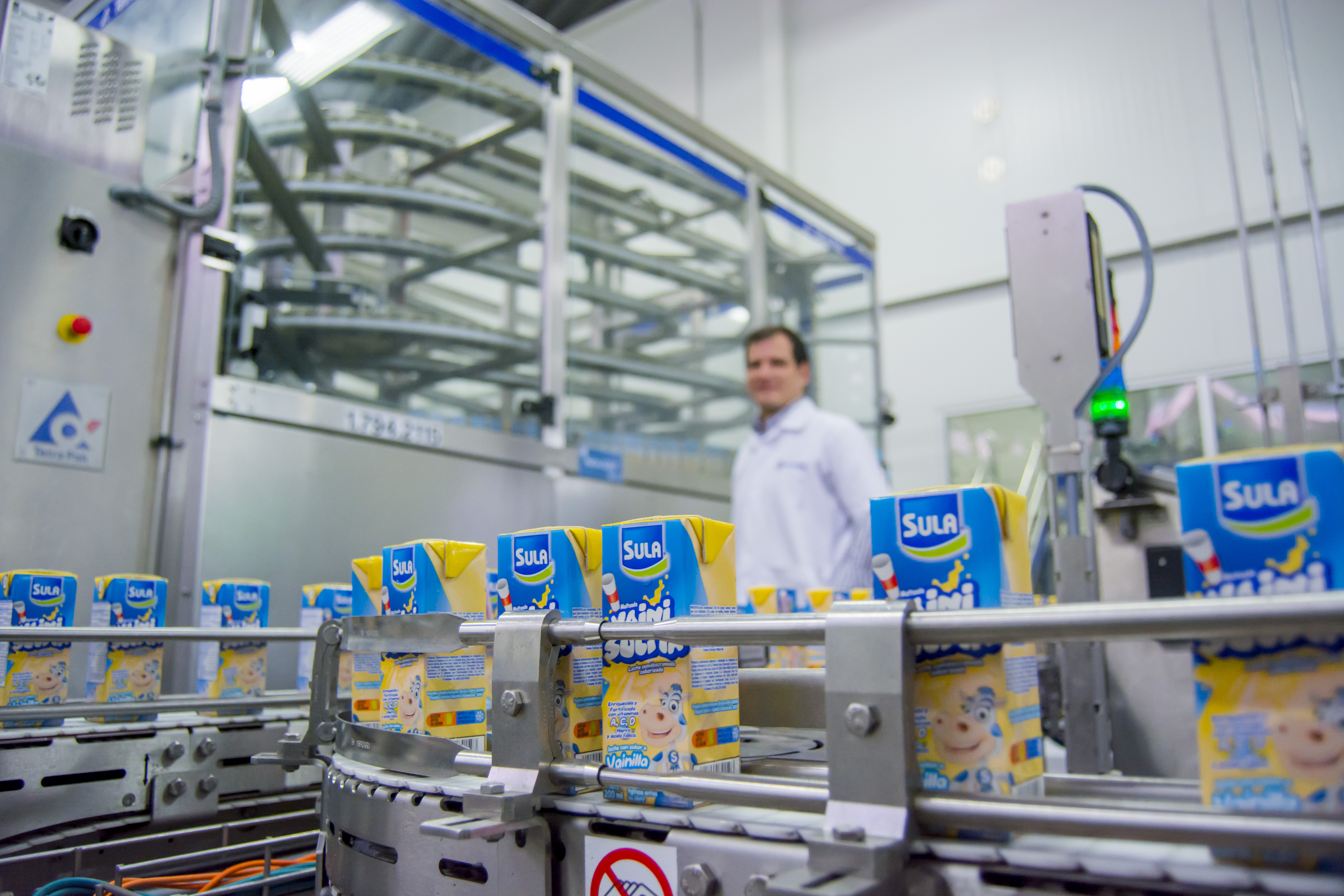
Sula Producción diaria

Sula, fundada en San Pedro Sula, en el Sula Valley de Honduras en 1960, como parte de un proyecto de UNICEF, y adquirida por Lacthosa en marzo de 1992, es una filial de Lacthosa que es el principal productor de fruit juices y nectars de Lacthosa y la marca bajo la cual se venden estos productos. La marca Sula ha sido descrita como "la marca de la estrella" de la empresa y es la principal marca que las exportaciones a otros países de América Central y Estados Unidos, se venden. el 19 de octubre de 2016, Sula se unió con otras empresas y organizaciones de diversas zonas de Honduras en incorporándose con Honduras de la Marca País, que permite Sula llevar el sello de la marca de Honduras como parte de una iniciativa nacional para promover la inversión, las exportaciones, el turismo y el orgullo nacional.

### Ceteco
Ceteco es una filial de Lacthosa que es su productor de lácteos, especialmente en powdered milk y la marca bajo la cual se venden estos productos.
En septiembre de 2016, Ceteco lanzó un "Viaja como los Superhéroes Ceteco" promoción ("recorrido como los Super héroes Ceteco"), que ofrece superhéroe premios temáticos a los consumidores. Ceteco se involucra en actividades caritativas regionales a través de la cual "130.000 raciones de alimentos se han distribuido en los últimos años en las escuelas públicas de Honduras."

### Otras marcas
Otras marcas que se venden otras marcas en los productos de Lacthosa incluyen Delta (para una gama de productos), La Pradera (artisanal dairy products), La Pradera (productos lácteos artesanales), Gaymont (yogur mezclado con fruta o gelatina), Chilly Willy y Fristy (una vitamina C enriquecida naranja bebida).

## Actividades de Beneficencia
Durante muchos años, Lacthosa ofrece leche para las familias. En el año 2015, la Fundación Hondureña de responsabilidad había otorgado Lacthosa su reconocimiento anual para la mayoría de empresa socialmente responsable. en mayo de 2017, Lacthosa firmaron un Convenio de cooperación con la Zamorano Pan-American Agricultural School para permitir que a grupos de estudiantes de agricultura para competir en los esfuerzos para desarrollar nuevos productos de queso, leche y yogur, con el equipo ganador para recibir financiación a asistir a la International Food Technologists Fair en Las Vegas, Nevada. en octubre de 2016, Lacthosa ganó su séptimo sello FUNDAHRSE consecutivo de la Fundación Hondureña de Responsabilidad Social Corporativa, la empresa sólo láctea en Centroamérica en recibir este premio siete veces consecutivas.